# Асоціація футболу Дніпропетровської області
Асоціація футболу Дніпропетровської області — громадська спілка, обласна громадська спортивна організація, заснована 13 вересня 1993 року. Є колективним членом Української асоціації футболу. Головна мета діяльності — сприяння розвитку та популяризації футболу в Дніпропетровській області.

## Основна інформація
Інформація станом на початок 01.03.2014 року.
| Показник                           | К-сть    |
| ---------------------------------- | -------- |
| Колективних членів ФФДО            | 45       |
| Районних федерацій                 | 21       |
| Міських федерацій                  | 13       |
| Стадіонів для професійних змагань  | 7        |
| Стадіонів для аматорських змагань  | 70       |
| Футбольних полів                   | 400      |
| Майданчиків (із штучним покриттям) | 912 (49) |

| Особи, що займаються футболом | К-сть |
| ----------------------------- | ----- |
| 8—10-річні                    | 14438 |
| 11—14-річні                   | 14438 |
| 15—17-річні                   | 14438 |
| 18—35-річні                   | 9574  |
| 36 і більше                   | 284   |

| Показник                 | К-сть |
| ------------------------ | ----- |
| Тренерів дорослих команд | 316   |
| Тренерів юнацьких команд | 178   |
| Арбітрів у полі          | 77    |
| Асистентів арбітрів      | 54    |
| СДЮШОР та ДЮСШ (футбол)  | 1/48  |

| Учасники дитячо-юнацьких змагань | К-сть |
| -------------------------------- | ----- |
| Всеукраїнських                   | 28    |
| Обласних                         | 76    |
| Районних                         | 254   |
| Міських                          | 140   |
| «Шкіряний м'яч»                  | 2450  |

| Учасників змагань (команд)                | Кількість |
| ----------------------------------------- | --------- |
| Професійних у великому футболі / футзалі  | 3/2       |
| Аматорських регіональних / всеукраїнських | 50/1      |
| Жіночих регіональних / всеукраїнських     | 4/ 1      |
| Футзалу регіональних / всеукраїнських     | 8/-       |
| Районних / міських серед дорослих         | 240/230   |
| Районних / міських з футзалу              | 200/350   |

## Турніри
Під егідою Асоціації футболу Дніпропетровської області постійно відбуваються наступні змагання:
Докладніше: Чемпіонат Дніпропетровської області з футболу
Докладніше: Кубок Дніпропетровської області з футболу

## Керівництво
| ПІБ керівника                    | Посада                  |
| -------------------------------- | ----------------------- |
| Марков Олексій Михайлович        | Голова                  |
| Дерев'янко Ярослав Сергійович    | Перший заступник голови |
| Штамбург Владислав Владиславович | Заступник голови        |

## Голови Асоціації футболу Дніпропетровської області (історія)
|    | ПІБ голови федерації       | Строк                       |
| -- | -------------------------- | --------------------------- |
| 1. | Павелко Андрій Васильович  | 2001 — 2016 рр.             |
| 2. | Андрухів Віктор Васильович | 10.12.2016-17.11.2024       |
| 3. | Марков Олексій Михайлович  | 17.11.2024 — теперішній час |

## Контакти
Адреса: 49000, м. Дніпро, пр. Б. Хмельницького, 29
Телефон: +38 (097) 157-33-10